# Віром
Віром (англ. virome) — сукупність нуклеїнових кислот як РНК, так і ДНК, які складають вірусне угруповування, асоційоване з певною екосистемою або холобіонтом. Термін «віром» складається з частин слів «вірус» та «геном». Цей термін вперше використали Форест Ровер та співавторами для опису результатів дослідження вірусного метагеному методом дробовика. Всі макроорганізми мають віроми, які включають бактеріофаги і віруси. Віроми мають важливе значення в обміні речовин та енергії, розвитку імунітету, і є основним джерелом генів для лізогенної конверсії. Цей термін протиставляється терміну віріом.